# Joel Henry Hildebrand
Joel Henry Hildebrand (* 16. November 1881 in Camden (New Jersey); † 30. April 1983 in Kensington (Kalifornien)) war ein US-amerikanischer Chemiker. 
Hildebrand interessierte sich schon auf dem College für Chemie und studierte ab 1899 Chemie und Physik an der University of Pennsylvania mit dem Bachelorabschluss 1903 und der Promotion 1906 in Chemie bei Edgar Fahs Smith mit der Arbeit The determination of anions in the electrolyte way. Er studierte an der Humboldt-Universität Berlin unter anderem bei Jacobus Henricus van ’t Hoff und Walther Nernst und lehrte danach an der University of Pennsylvania. 1913 wurde er von Gilbert Newton Lewis an die University of California, Berkeley, eingeladen, wo er Instructor, 1918 Associate Professor und 1919 Professor wurde. 1949 bis 1951 war er Dekan der Fakultät für Chemie. 1952 ging er offiziell in den Ruhestand, lehrte aber weiter an der Universität bis kurz vor seinem Tod. Eine Halle in Berkeley ist nach ihm benannt.
Er galt als führender Fachmann für die physikalische Chemie von Lösungen, speziell nicht-elektrolytischer Lösungen. Hildebrand führte den Begriff regulärer Lösungen ein. Er galt auch als bedeutender Lehrer der Chemie in Berkeley.
Mitte der 1920er Jahre entdeckte er den Vorteil von Helium-Sauerstoff-Gemischen beim Tauchen zur Vermeidung der Taucherkrankheit.
1953 erhielt er die Willard Gibbs Medal, 1962 die Priestley-Medaille und 1939 die Nichols Medal.
Der Joel Henry Hildebrand Award der American Chemical Society wird ihm zu Ehren vergeben für Leistungen in der Chemie von Flüssigkeiten. Erster Preisträger war Hildebrand selbst 1981. Er war seit 1929 Mitglied der National Academy of Sciences und seit 1951 der American Philosophical Society. Für das Jahr 1955 wurde er zum Präsidenten der American Chemical Society gewählt. 1946 wurde er Ehrenmitglied (Honorary Fellow) der Royal Society of Edinburgh.
Er war 1937 bis 1940 Präsident des Sierra Club. Mit seiner Tochter Louise schrieb er das Buch Camp Catering.

## Schriften
- Solubility, New York, Chemical Catalogue Company 1924
- An Introduction to Molecular Kinetic Theory – selected topics in modern chemistry, New York, Reinhold 1963
- Viscosity and Diffusivity – a predictive treatment, Wiley 1977
- mit Robert L. Scott Regular solutions, Prentice-Hall 1962
- Principles of Chemistry, Macmillan 1918, 7. Auflage mit R. E. Powell 1964
- Science in the Making, Columbia University Press 1957
- Is Intelligence important?, Macmillan 1963
- mit Louise Hildebrand: Camp catering or how to rustle grub for hikers, campers, mountaineers, packers, canoers, hunters and fishermen, Brattleboro/Vermont, Stephen Daye Press 1938
- A history of solution theory, Annual Review Physical Chemistry, Band 32, 1981, S. 1–23